# 발칸 협약 (1953년)
발칸협약(Balkan entente)은 그리스·터키·유고슬라비아 3국 간의 공동방위기구이다. 제1단계로서 1953년 2월 터키의 수도 앙카라에서 3국 간의 우호협력조약이 체결되었고 다음해 4월 발효되었다. 조약내용은 유효기간 5년으로, 우호관계의 유지와 함께 무력공격을 받았을 때의 공동방위에 대해서 규정하고 있었다. 제2단계로서 3국 간의 동맹, 정치협력, 상호원조에 관한 조약이 1954년 8월 체결되었는데 유효기간은 20년으로 앙카라 조약도 동시에 연장되었다. 이 조약에서는 군사적 침략에 대한 상호원조를 규정하고, 침략국과 개별적 협정을 맺는 것을 금지했다. 코민포름을 이탈한 유고슬라비아를 서방측 기구에 끌어들인 서방측 외교의 성공적 사례였으나 1955년 5월 이후 유고슬라비아가 소련과의 관계개선을 도모하고, 키프로스 문제로 그리스와 터키가 첨예히 대립함으로써 와해되었다.

## 같이 보기
- 튀르키예군
- 유고슬라비아 인민군
- 주요 비NATO 동맹국